# East Grand Forks (Minnesota)
East Grand Forks es una ciudad ubicada en el condado de Polk en el estado estadounidense de Minnesota. En el Censo de 2010 tenía una población de 8601 habitantes y una densidad poblacional de 562 personas por km².

## Geografía
East Grand Forks se encuentra ubicada en las coordenadas 47°55′42″N 97°0′50″O / 47.92833, -97.01389. Según la Oficina del Censo de los Estados Unidos, East Grand Forks tiene una superficie total de 15.3 km², de la cual 15.3 km² corresponden a tierra firme y (0%) 0 km² es agua.

## Demografía
Según el censo de 2010, había 8601 personas residiendo en East Grand Forks. La densidad de población era de 562 hab./km². De los 8601 habitantes, East Grand Forks estaba compuesto por el 91.11% blancos, el 1.27% eran afroamericanos, el 1.79% eran amerindios, el 0.56% eran asiáticos, el 0.01% eran isleños del Pacífico, el 2.41% eran de otras razas y el 2.86% pertenecían a dos o más razas. Del total de la población el 6.55% eran hispanos o latinos de cualquier raza.